# 李承春
李 承春（イ・スンチュン、朝鮮語: 이승춘、1914年5月1日 - 1997年12月20日）は、大韓民国の公務員、政治家。初代麟蹄郡守、第2代華川郡守、第7代洪川郡守、第6・7代韓国国会議員。

## 経歴
日本統治時代の江原道（現・江原特別自治道）洪川郡出身。春川農業学校卒、高等選考試験合格。寧越郡のタバコ耕作組合技師を経て、1954年11月11日から1956年7月19日までは初代麟蹄郡守、1956年7月19日から1957年12月10日までは第2代華川郡守、1957年12月11日から1960年5月22日までは第7代洪川郡守を歴任し、江原道商工課長、再建国民運動洪川郡促進会長、民主共和党江原第4地区党委員長・中央常任委員などを務めた。1963年の第6代総選挙では民主共和党の候補として洪川・麟蹄選挙区から出馬し初当選し、国会議員を2期務めた。